# ماربل هورنتس
ماربل هورنتس (به انگلیسی: Marble Hornets) یک مجموعهٔ اینترنتی یوتیوب بازی واقعیت جایگزین اقتباس‌شده از افسانه‌های اینترنتی درمورد اسلندرمن می‌باشد.